# Rád
Rád é um município da Hungria, situado no condado de Peste. Tem 17,74 km² de área e sua população em 2015 foi estimada em 1.973 habitantes.